# 안 에베르

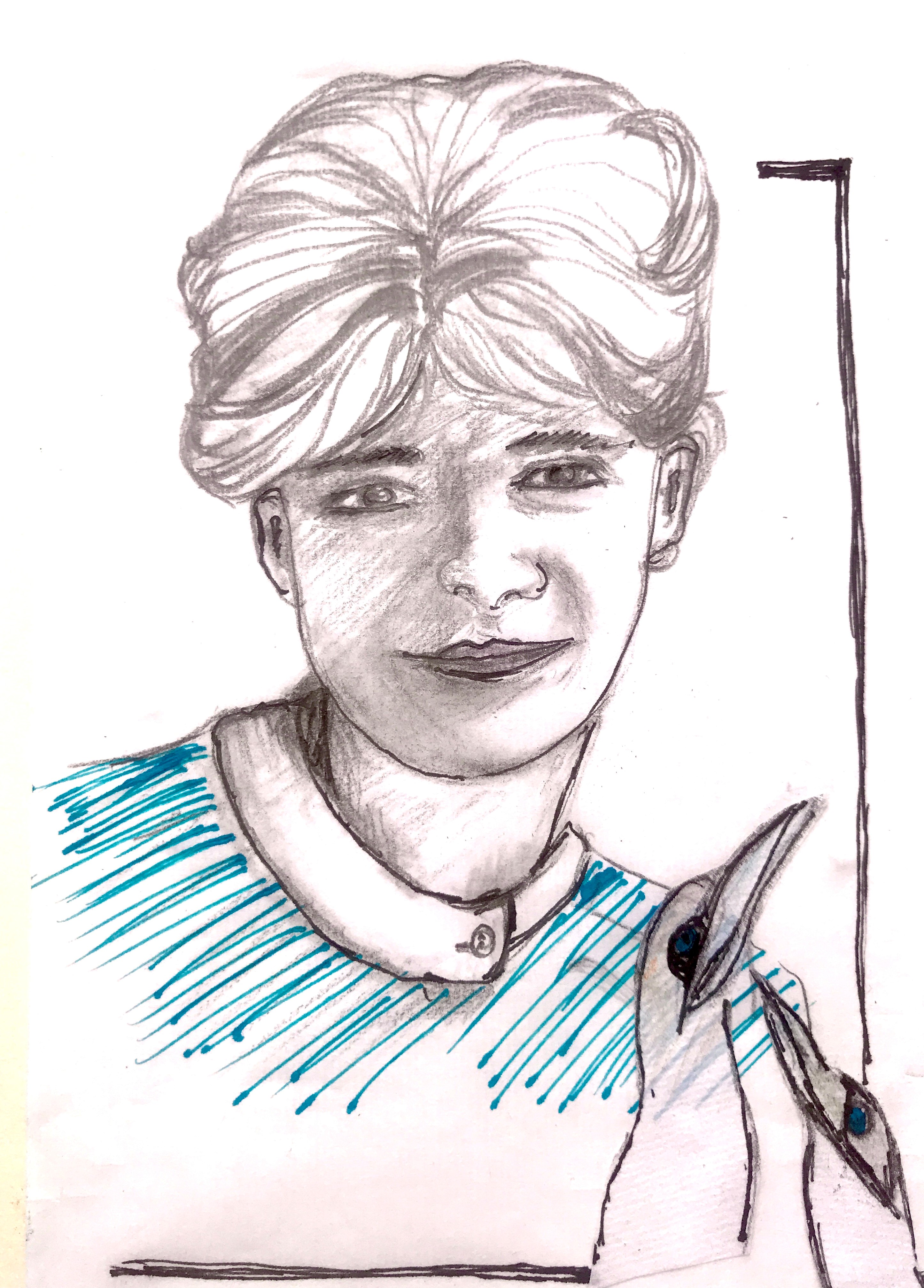

안 에베르(Anne Hébert, 1916년 8월 1일 ~ 2000년 1월 22일)는 프랑스계 캐나다 저자이자 시인이다.

## 생애
1916년 8월 1일 캐나다 퀘벡 시 근처의 작은 마을에서 태어난 안 에베르는 랭보, 클로델, 보들레르, 발자크, 위고 등 프랑스 작가의 작품에 대한 강독을 통해 작가 공부를 했으며, 특히 1930년대 후반에 이미 퀘벡의 현대시를 개척한 시인으로 인정받고 있던 사촌 생드니 가르노의 영향을 많이 받았다. 1939년 4월 ≪프랑스 캐나다≫지에 ＜빗속에서＞라는 시를 처음으로 발표함으로써 퀘벡 문단에 등단한 그녀는 1942년 1월 17일 첫 시집 ≪불안정한 꿈들≫을 상재한다. 4부로 이루어진 이 시집에는 모두 44편의 시가 담겨 있는데, 여러 잡지에 발표한 것은 6편에 불과했으며, 대부분 미발표 시편들이었다. 1950년에는 단편 소설집 ≪급류≫가 나온다. 1963년에 두 작품이 추가되어 재판본이 나온 이 소설집에는 격렬하고 폭력적인 이야기들이 있으며, 이는 향후 안 에베르 소설의 문체 그리고 내용의 독창적 성격을 예고하는 것이었다. 그렇지만 이 시기의 안 에베르는 시에 더욱 전념해 첫 시집 이후 1952년 10월까지 쓴 27편의 시를 실은 ≪왕들의 무덤≫을 1953년에 간행한다. 이 시편들은 여러 잡지에 재간행되면서 안 에베르를 생드니 가르노, 알랭 그랑부아와 함께 퀘벡의 대표적인 현대 시인의 반열에 올려놓게 된다. 1958년에 그녀의 첫 장편 소설 ≪숲 속의 방≫이 프랑스 쇠이유 출판사에서 나오고, 1954년에 쓴 ＜빵의 탄생＞과 1957년의 ＜하루의 연금술＞을 비롯해 뚜렷하게 산문시의 형태를 지닌 환상적 이미지와 상징주의적인 심상을 담고 있는 ≪언어의 신비≫가 ≪왕들의 무덤≫과 함께 묶여 1960년 4월 역시 쇠이유 출판사에서 발간된다. ≪시편들≫이라는 제하의 문집이 나온 다음 해인 1961년부터 여러 잡지에 안 에베르는 지속적으로 시 작품들을 기고하지만, 이들이 ≪낮은 밤 외에 비길 만한 것이 없다≫라는 제목의 시집으로 묶여 나오는 것은 오랜 세월이 흐른 1992년의 일이다. 알랭 그랑부아 문학상을 받게 되는 이 시집은 1961년에서 1980년까지 쓴 시편들과 1987년부터 1989년 사이에 나온 것들, 총 49편의 시들을 각각 “옛 시편들”과 “새로운 시편들”이라는 제목 아래 나누어 싣고 있다.
이 시집이 발간될 때까지 안 에베르가 몰두한 것은 소설적 글쓰기였다. 안 에베르를 진정한 소설가로 인정받게 만든 ≪카무라스카≫는 1970년에 나온다. 그렇지만 그녀는 이미 1965년부터 4년 이상 이 소설에 매달렸던 것이다. 안 에베르의 시적 화자는 모두 여성이었다. 작가는 이 여성들을 소설의 무대에 재등장시켜, 역사와 사회로부터 운명적으로 받은 자기 존재의 소외 그리고 자아 분열이라는 실존적 비극을 독자로 하여금 체험하게 한다. 이렇게 자기 상실의 늪에 빠진 여주인공들의 자의식 분출은 격렬하고 때로는 폭력적이지만, 그 내면에는 비극적인 장엄함과 아름다움이 존재하며, 이것이 바로 안 에베르 작품의 독보적인 특징인 것이다. 안 에베르는 1967년에 ＜야만적 시대＞ 외 여러 편이 담긴 희곡집을 발표하고, 1990년에 ＜새장＞이라는 희곡을 내기도 하지만, 역시 그녀가 집중했던 것은 소설이었다. 1975년에는 소설 ≪마녀 집회의 자식들≫이 있고, 1980년에 그녀의 네 번째 소설 ≪엘로이즈≫가 나오지만, 가브리엘 루아에 이어 퀘벡의 작가로서는 두 번째로 그녀에게 프랑스의 대표적인 문학상인 페미나상을 선사한 작품은 1982년에 나온 소설 ≪가마우지 떼≫였다. 안 에베르의 대표적인 작품인 ≪카무라스카≫와 함께 이 ≪가마우지 떼≫는 에베르 자신의 시나리오를 바탕으로 영화로 만들어져 큰 반향을 일으켰다. 이어 누벨프랑스를 세운 여인들에 대한 이야기를 담은 ≪최초의 정원≫은 1988년에 그리고 ≪꿈에 찬 아이≫는 1992년에 출판된다. 1993년에는 ≪시 작품(1950∼1990)≫으로 ≪왕들의 무덤≫, ≪언어의 신비≫, ≪낮은 밤 외에 비길 만한 것이 없다≫라는 기존의 세 시집을 묶어 놓고 있으며, 1997년에는 마지막 시집 ≪왼손을 위한 시편들≫을, 1999년에는 마지막 소설 ≪빛의 옷≫을 남겨 놓고, 2000년 1월 22일 몬트리올의 한 병원에서 83세의 나이로 세상을 떠난다.